# Алая книга
Алая книга Западных пределов (англ. Red Book of Westmarch) — в произведениях Джона Р. Р. Толкина книга, содержащая сведения по истории Средиземья, в частности первоначальную версию «Хоббита» и «Властелина колец». Была начата хоббитом Бильбо Бэггинсом, продолжена его племянником Фродо и закончена Сэмуайзом Гэмджи.

## История
Начало «Алой книге» положил Бильбо, описав свой поход в Эребор в 2941 году Третьей Эпохи и назвав эту часть книги «Мои записки. Моё нечаянное путешествие. Туда и потом Обратно и что случилось После». Затем Бильбо дополнил свои записи рассказом о Войне Кольца, добавив к заголовку следующие слова: «Приключения пятерых хоббитов. Повесть о Кольце Всевластья, сочинённая Бильбо Бэггинсом по личным воспоминаниям и по рассказам друзей. Война за Кольцо и наше в ней участие». Кроме того, перу Бильбо принадлежат три тома «Переводов с эльфийского».
Племянник и наследник Бильбо, Фродо Бэггинс, отредактировал записки Бильбо и существенно расширил повествование о Войне Кольца. Также он привел в порядок архив переводов Бильбо с эльфийских языков. Много материалов по истории Арнора, Гондора и Рохана были добавлены со слов Мериадока Брендибака и Перегрина Тука, а также эльфов и Гэндальфа. Новое название Алой книги, выведенной рукой Фродо, гласило: «Падение Властелина Колец и возвращение Короля (глазами Малого Народа; воспоминания Бильбо и Фродо из Шира, дополненные по рассказам друзей и беседам с Мудрыми из Белого Совета)».
Покидая Средиземье, Фродо передал «Алую книгу» Сэмуайзу Гэмджи, который вёл её как летопись Шира, а затем доверил её хранение своей дочери — Эланор Прекрасной, от которой пошёл род хранителей Алой книги. Они дополняли текст своими комментариями и сведениями из различных источников, в частности «Ежегодника Туков». Кто-то из потомков Сэма добавил к Алой книге изыскания по хоббитской генеалогии.
Своё название книга получила благодаря алому цвету кожи её переплёта. Западные пределы стали местом хранения книги после переезда туда семьи Эланор. В Гондоре она была известна как Алая книга перианов.
В начале своего правления король Гондора Элессар попросил прислать ему копию Алой книги. Эту миссию выполнил Перегрин Тук в 64 году Четвёртой Эпохи. Копия получила название «Книга тана». С неё в 172 году Ч. Э. королевским писцом Финдегилом была сделана новая копия, которую отправили в Шир, так как к тому времени оригинал был утерян. В этой копии было сделано множество исправлений и дополнений, внесённых гондорскими книжниками. Именно этот экземпляр и «сохранился» до наших дней, послужив «источником» произведений Толкина. В первом издании «Братства Кольца» Толкин утверждал, что «Алая книга» была переведена им с вестрона на английский.

## Содержание
- История Бильбо («Хоббит»)
- История Фродо («Властелин колец» и приложения к нему)
- «Переводы с эльфийского» Бильбо («Сильмариллион» и «Неоконченные сказания»)
- Сборник анонимных стихотворений («Приключения Тома Бомбадила»)

Две первые части насчитывали в общей сложности 80 глав.

## «Алая книга» в фильме
В кинотрилогии Питера Джексона появляется в третьем фильме: «Возвращение Короля», когда Фродо передает книгу Сэму перед отплытием в Аман. Также её можно заметить в первой части («Братство Кольца»), когда Фродо разговаривает о приключениях Бильбо, однако в режиссёрской версии первого фильма присутствует сцена, в которой она появляется полностью и Бильбо пишет в ней о Хоббитах. Фильм «Хоббит: Нежданное путешествие» начинается с того, что Бильбо начинает писать книгу.

## Прототип
Прообразом «Алой книги Западных пределов» в реальной жизни могла выступать «Красная книга Хергеста», сборник валлийской поэзии и легенд, кроме прочего содержащий текст Мабиноги. Этот манускрипт хранится в Бодлеанской библиотеке (англ. Bodleian Library; Оксфордский университет), и вполне мог быть известен Толкину, однако точного указания на прямую аллюзию к валлийскому манускрипту не найдено.